# Katarzyna Ostrogska

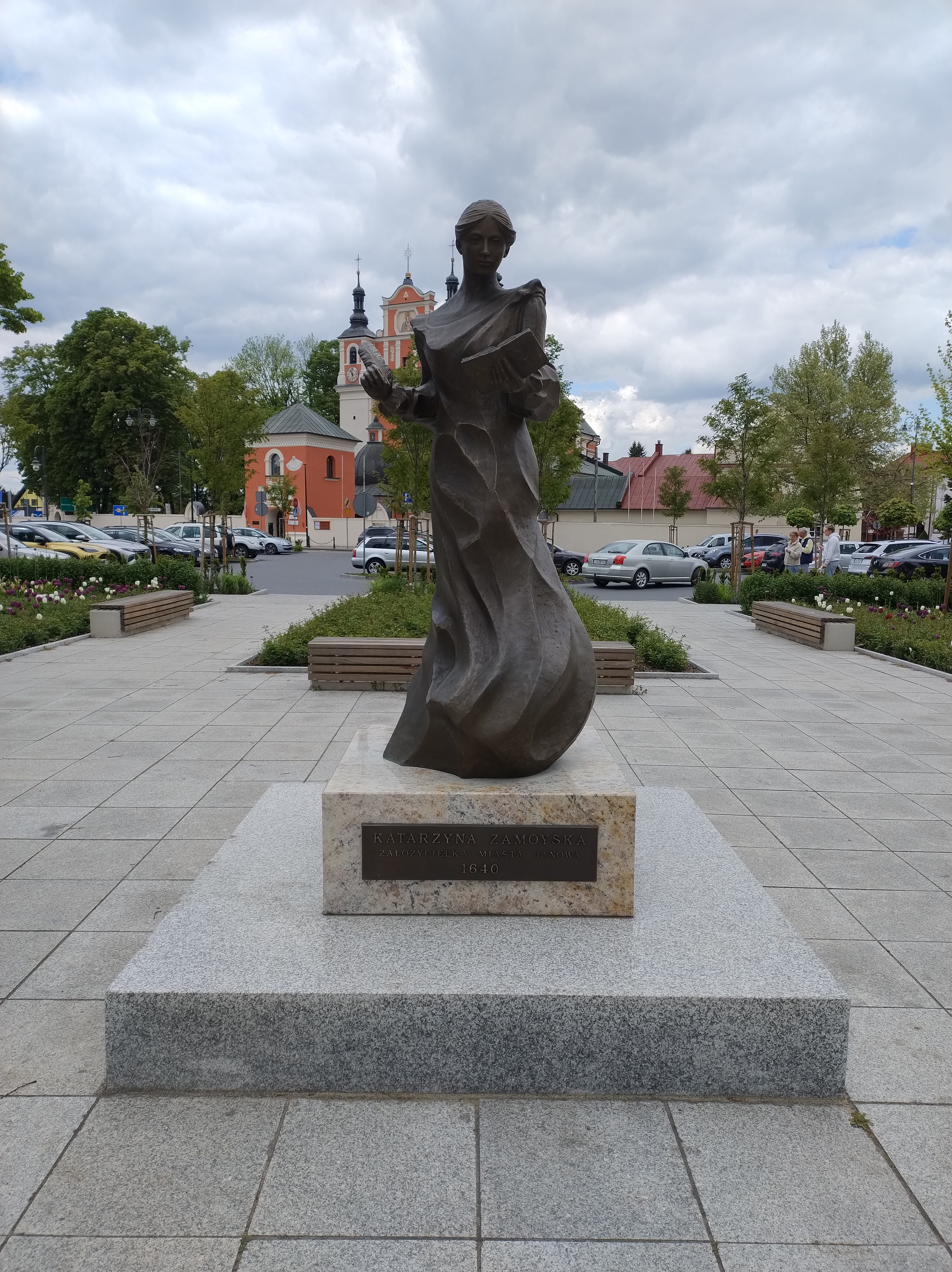
Pomnik Katarzyny Zamoyskiej w Janowie Lubelskim (2025)

Katarzyna z Ostrogskich Zamoyska (ur. 1602, zm. 6 października 1642) – polska szlachcianka, posiadająca starostwo knyszyńskie w 1642 roku i starostwo sokalskie.
Córka ks. Aleksandra Ostrogskiego i Anny z Kostków.
Katarzyna z Ostrogskich Zamoyska pochodziła z ruskiego kniaziowskiego rodu Ostrogskich zaliczającego się do najstarszych i najznaczniejszych rodów w Rzeczypospolitej. W 1603 roku umarł Aleksander, ojciec Katarzyny, pozostawiając po sobie olbrzymia fortunę, którą miały odziedziczyć trzy jego córki (dwaj synowie zmarli wcześniej): Zofia, Katarzyna i Anna Alojza. Katarzyną zainteresował się syn Jana Zamoyskiego, Tomasz. 1 marca 1620 roku odbył się ich ślub w kościele jezuitów w Jarosławiu. Małżeństwo z Katarzyną trwało do 8 stycznia 1638 r., kiedy to w wieku 44 lat zmarł drugi ordynat, a jej mąż  Tomasz Zamoyski (Katarzyna nie wyszła ponownie za mąż). Po jego śmierci  przejęła ona zarząd nad dobrami Ordynacji Zamojskiej.
W lipcu 1640 roku król Władysław IV „czyniąc zadość jej prośbie” wydał przywilej lokacyjny zezwalający na założenie miasta Biała. Zatem dopiero o Katarzynie Zamoyskiej, fundatorce miasta możemy mówić jako o pierwszej właścicielce Janowa.
Katarzyna Zamoyska była również autorką zbioru podstawowych praw dla miasta. Przywileje dla miasta Biała z 21 lipca 1640 r. nadane przez jego  fundatorkę na mocy przywileju lokacyjnego regulowały m.in. organizację i  tryb wyboru władz miejskich, czy organizacje targów i jarmarków, a więc  sprawy niezwykle ważne dla nowego miasta. Również później, po lokacji Katarzyna poświęciła swemu miastu wiele uwagi. Świadczą o tym choćby „Artykuły” opracowane 25 sierpnia 1642 r. przez komisarzy zesłanych do miasta przez jego właścicielkę w celu ustalenia „jak sobie mają postępować Rządcy Miasta w skromnieniu buntów y zabójstw między miastem Janowem (ob. Janów Lubelski) a wsią Biała”. Wydanie tych „Artykułów” świadczy o trosce Katarzyny Zamoyskiej mającej na względzie bezpieczeństwo mieszczan i pokojowy rozwój miasta.
Katarzyna Zamoyska umarła jesienią 1642 roku. Pozostawiła po sobie troje potomstwa - dwie córki Gryzeldę Konstancję, Joannę Barbarę oraz syna Jana. To właśnie jej syn Jan zwany „Sobiepanem” Zamoyski, wojewoda Sandomierski objął Ordynację po jej śmierci.
W 1920 podczas wojny bolszewicy zaczęli dewastować trumny w poszukiwaniu kosztowności. Jeden z nich, prawdopodobnie, ich dowódca wszedł do otwartych podziemi kolegiaty i znalazł pod jedną z trumien zalakowany kociołek oraz pomyślał sobie, że pewnie to jakieś dobre stare wino mszalne, wyjął szablę i palnął w korek. Zawartość chlusnęła mu w twarz – on padł martwy, a pozostali tak się wystraszyli, że uciekli. Okazało się, że był to kociołek z wnętrznościami Katarzyny z Ostrogskich (do XIX wieku ciała Zamoyskich były mumifikowane i wnętrzności były przechowywane oddzielnie).

## Upamiętnienie
W 2023 na rynku w Janowie Lubelskim ustawiono pomnik Katarzyny Zamoyskiej.